# 볼케이노 (1990년 영화)
볼케이노(Joe Versus The Volcano)는 미국에서 제작된 존 패트릭 샌리 감독의 1990년 코미디, 판타지 영화이다. 톰 행크스 등이 주연으로 출연하였고 테리 슈왈츠 등이 제작에 참여하였다.

## 출연

### 주연
- 톰 행크스
- 멕 라이언

### 조연
- 로이드 브리지스
- 로버트 스택
- 아베 비고다
- 댄 헤다야
- 배리 맥가번
- 아만다 플러머
- 오시 데이비스

## 제작진
- 미술: 보 웰치
- 의상: 콜린 앳우드
- 배역: 마리언 더펄티